# Бомбардер (музичка група)
Бомбардер је југословенска и српска спид/треш метал група основана 1986. године.

## Историјат
Бенд је основан 1986. године у Сарајеву. Први студијски албум под називом Speed Kill објавили су 1989. године, а након тога и албум Без милости 1989. године. Током рата у Босни и Херцеговини, гитариста бенда Махо Шиљдедић је изгубио живот, а вокалиста Ненад Ковачевић преселио се у Србију, где је поново оснива бенд Бомбардер у новој постави.
Бенд је у новој постави објавио је 1995. године албум Црни дани, након тога албум Ко сам ја (1997), Ледена крв (2003), Има ли живота прије смрти (2010) и Окот из пакла 2016. године.

## Дискографија

### Албуми
- (1989)
- Без милости (1989)
- Црни дани (1995)
- Ко сам ја (1997)
- Ледена крв (2003)
- Има ли живота прије смрти (2010)
- Окот из пакла (2016)
- Са дна гроба (2024)

### Компилације
- Без баладс — Најбоље (2000)
- (2017)

### Видео албуми
- Бомбардер: Сарајево—Нови Сад (1991)